# Hørsholm
Hørsholm es una ciudad de Dinamarca, 25 km al norte del centro de Copenhague, cerca de la costa del Øresund. Hørsholm tiene una población de 45.865 habitantes, siendo la tercera ciudad de la Región Capital, tras Copenhague y Elsinor. El área urbana de la ciudad desborda sus límites municipales, extendiéndose a los municipios vecinos de Fredensborg y Rudersdal.

## Historia
El sitio es citado como Hyringsholm desde 1305. Etimológicamente, el nombre procede de Hyrning, que fue el primer nombre del lago Hørsholm. A su vez, hyrning proviene de horn: "prominencia". La otra raíz etimológica es el sufijo -holm: islote. En este lugar hubo un castillo medieval que pertenecía al rey de Dinamarca.
Sobre el islote, en el sitio del antiguo castillo, se erigió el fastuoso palacio de Hirschholm entre 1730 y 1744, que sería un regalo del monarca Cristián VI a su consorte Sofía Magdalena de Brandeburgo-Kulmbach. La localidad de Hørsholm nació para dar servicio al palacio.

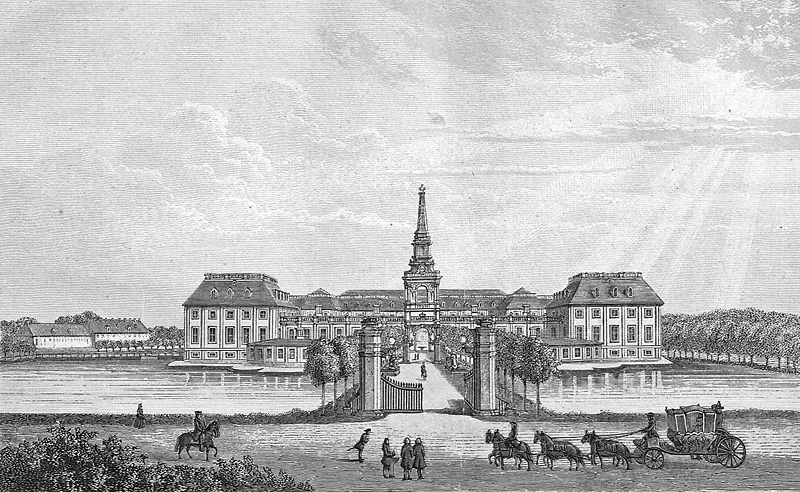
El palacio de Hirschholm.

Para impulsar su desarrollo, se le dieron a Hørsholm los privilegios de ciudad comercial (købstad) en 1739 y la exención de impuestos por 20 años. Por su cercanía geográfica con Copenhague, Elsinor y Hillerød, se vio beneficiada del comercio con estas ciudades. Desde su fundación hasta el siglo XIX, la población de la ciudad estuvo compuesta por funcionarios públicos, militares, comerciantes y algunos artesanos. De 1785 hasta 1866 Hørsholm fue una guarnición de los Húsares de Guardia, un regimiento de caballería del ejército danés. Desde la década de 1770, el Estado mantuvo una fábrica de uniformes militares, que continuaría operando hasta 1981. Desde el principio, la pequeña ciudad enfrentó problemas para desarrollarse, como fueron la falta de puerto, de tierras, de iglesia y de mercado. Por si eso fuera poco, el palacio, pese a toda su grandeza, cayó en desuso por la familia real desde finales del siglo XVIII y fue demolido entre 1810 y 1812. En su lugar se levantaría una iglesia en 1823. Aunque la exención de impuestos se hizo permanente en 1801, Hørsholm no pudo progresar y perdió su carácter de ciudad comercial en 1867.
La industrialización llegó a finales del siglo XIX, con el establecimiento en 1885 de la fábrica Hørsholm Klædefabrik, productora a gran escala de la industria del vestido que utilizaba la energía hidroeléctrica del río Usserød. En 1897 se inauguró la Línea Ferroviaria de la Costa (Kystbanen). Hørsholm, servida por la estación de la cercana localidad de Rungsted, quedó conectada por tren a Copenhague.
En el siglo XX, Hørsholm retomó su carácter militar: entre 1915 y 1920 fue nuevamente sede de los Húsares de Guardia, y entre 1953 y 2005 del Regimiento de Artillería del Rey. La primera autopista danesa, entre Copenhague y Hørsholm, hoy parte de la autopista Copenhague-Elsinor, fue abierta en 1956. Debido a las buenas comunicaciones, a la cercanía con la capital, y a un organizado plan político de desarrollo urbano, Hørsholm se transformó a lo largo del siglo en un suburbio de esta, atrayendo colonos que buscaban residir en un lugar cercano a la naturaleza con oferta cultural y de ocio, y al mismo tiempo trabajar en Copenhague. El flujo migratorio se incrementó constantemente desde la década de 1950 y provocó que el área urbana desbordara los límites municipales. De los cerca de 46.000 habitantes de la ciudad, la mitad vive dentro del municipio de Hørsholm y la otra mitad en los municipios de Fredensborg y Rudersdal.